# Rising Girl
Rising Girl est un groupe de hip-hop et reggae autrichien originaire de Graz. Ils comptent au total trois albums studio, Just Be You (2003), Salamaleikum (2005), et Pure Fresh Breeze (2008).

## Biographie
Le groupe est formé au milieu des années 1990 à Graz. Il se donne tout d'abord le nom de Diving Deep, et joue une musique tirant vers le rock acoustique, avec déjà des éléments de reggae. Il obtient son premier succès en remportant le concours régional Rock Weiß Grün. L'année suivante, il enregistre l'EP Push... dans le studio régional de l'ÖRF à Graz. Il se tourne alors vers le reggae, et se rebaptise Rising Girl. Il développe ensuite un son comprenant aussi du hip-hop et du dancehall. En 2003, le groupe sort son premier album studio, Just Be You. 
Deux ans après, Sony BMG remarque le groupe lors de l'émission Ö3 Soundcheck,, et publie le single Rising Girl. Il passe régulièrement sur Ö3. Il est d'abord publié sur l'EP de 1996, mais ne connaît le succès que dix ans plus tard en devenant numéro un des ventes. L'album Salamaleikum sort au mois de novembre. Il comprend essentiellement des nouvelles chansons et des nouvelles versions de chansons de Just Be You. En 2006, le single Rising Girl est nommé deux fois aux Amadeus Austrian Music Award.
À l'été 2007, le groupe intègre les rappeurs Boy et Don Dagga pour un concept intitulé Rising Nation, et le single Rule the Boat. L'album Pure Fresh Breeze sort le 24 octobre 2008, suivi du titre So in Love. En août 2009, la formation pop suédoise Lovestoned sort une reprise de Rising Girl.
En juin 2013, le groupe sort le single avec le DJ hip-hop Lil Dirty (Ivo Zaricin) comme chanteur principal le single I Know You’ll Wait for Me.

## Discographie

### Albums studio
- 2003 : Just Be You
- 2005 : Salamaleikum
- 2008 : Pure Fresh Breeze

### Singles
- 2005 : Rising Girl (juin)
- 2005 : Helena feat. Jimi D. (octobre)
- 2006 : Salamaleikum (février)
- 2006 : Walk (juin)
- 2007 : Rule the Boat (Luv U So) / Get Rough (août)
- 2008 : So in Love (novembre)
- 2013 : I Know You´ll Wait for Me (juin)